# Platypalpus albescens
Platypalpus albescens är en tvåvingeart som först beskrevs av Collin 1941.  Platypalpus albescens ingår i släktet Platypalpus och familjen puckeldansflugor. Inga underarter finns listade i Catalogue of Life.